# Love Sensuality Devotion: The Greatest Hits
Love Sensuality Devotion: The Greatest Hits — альбом-компиляция лучших композиций группы Enigma, вышедший в 2001 году.

## Об альбоме
На Love Sensuality Devotion: The Greatest Hits представлены 18 оригинальных треков из всех четырёх альбомов, а также выпущенный незадолго до этого сингл «Turn Around». В оформлении нового альбома присутствуют темы и сюжеты из предыдущих альбомов. Причем над их дизайном уже традиционно работал Джоэн Замбрыски.
Этот альбом был выпущен в паре с другим — на этот раз лучших ремиксов Enigma. По словам самого Крету, выход этих альбомов «означает конец первой фазы Enigma. Первый том сейчас закрыт, но я обещаю, что будет второй».
В 2016 году сборник был ремастирован и переиздан с новой обложкой.

## Список композиций
1. «The Landing» (Michael Cretu) — 1:04
2. «Turn Around» (Cretu, Jens Gad) — 3:51
3. «Gravity of Love» (Cretu) — 3:59
4. «T.N.T. for the Brain» (Cretu) — 5:18
5. «Modern Crusaders» (Cretu) — 3:53
6. «Shadows in Silence» (Cretu) — 4:19
7. «Return to Innocence» (Curly M.C.) — 4:15
8. «I Love You … I’ll Kill You» (Curly, David Fairstein) — 8:01
9. «Principles of Lust» (Curly) — 3:08
10. «Sadeness (Part I)» (Curly, F. Gregorian) — 4:15
11. «Silence Must be Heard» (Cretu, Gad) — 4:46
12. «Smell of Desire» (Cretu, Fairstein) — 4:32
13. «Mea Culpa» (Curly, Fairstein) — 4:31
14. «Push the Limits» (Cretu, Gad) — 3:48
15. «Beyond the Invisible» (Cretu, Fairstein) — 4:50
16. «Age of Loneliness» (Curly) — 4:10
17. «Morphing Thru Time» (Cretu) — 5:26
18. «The Cross of Changes» (Cretu) — 2:15

## Синглы
| Обложка | Название                 | Трек-лист | Награды                          |
| ------- | ------------------------ | --- | -------------------------------- |
|         | Turn Around (17.09.2001) | 1. Turn Around — Radio Edit (3:53) 2. Turn Around — Northern Lights Club Mix (10:44) 3. Gravity Of Love — Chilled Club Mix (5:26) 4. Turn Around — Video (4:56) | - Германия — 65 - Швейцария — 45 |

## Участники записи
- Мишель Крету (Curly M.C.) — продюсер, вокал
- Сандра Крету — вокал
- Давид Файрштейн — слова
- Луиза Стэнли — вокал
- Франк Петерсон (F. Gregorian) — продюсер

## Чарты
- Еврочарт — 7
- CRIA — Платина
- Греция — 1
- Португалия — 2
- Германия — 4
- Новая Зеландия — 5
- Норвегия — 6
- Гонконг — 6
- Дания — 9
- Нидерланды — 10
- Австрия — 10
- Франция — 11
- Швеция — 11
- Венгрия — 11
- Таиланд — 11
- Швейцария — 13
- США — 15, Top Internet Albums
- Италия — 19
- Бельгия — 20
- Испания — 21
- Канада — 24
- Великобритания — 29
- США — 29
- Япония — 31
- Чехия — 44
- Ирландия — 34